# Torneo Nacional de Ascenso 2004-05
La temporada 2004-05 del Torneo Nacional de Ascenso fue la decimotercera edición del torneo de segundo nivel para equipos de baloncesto. El torneo contó con dieciséis equipos.
El campeón fue Alianza La Unión de Formosa, que derrotó en la final por el campeonato a Ciclista Juninense. Ambos equipos estaban ascendidos a la hora de disputar la serie.

## Equipos participantes
| Club                    | Procedencia                              | Estadio                  |
| Alianza La Unión        | Formosa, Formosa                         | Estadio Centenario       |
| Ciclista Juninense      | Junín, Buenos Aires                      | El Coliseo del Boulevard |
| Sionista                | Paraná, Entre Ríos                       | Estadio Moisés Flesler   |
| Quimsa                  | Santiago del Estero, Santiago del Estero | Estadio Ciudad           |
| El Nacional             | Bahía Blanca, Buenos Aires               |                          |
| Olimpia                 | Venado Tuerto, Santa Fe                  | Estadio Olimpia          |
| Regatas San Nicolás     | San Nicolás de los Arroyos, Buenos Aires |                          |
| Estudiantes             | Bahía Blanca, Buenos Aires               | Estadio Osvaldo Casanova |
| Tucumán BB              | San Miguel de Tucumán, Tucumán           |                          |
| Náutico Hacoaj          | Tigre, Buenos Aires                      |                          |
| Pedro Echagüe-Saladillo | Saladillo, Buenos Aires                  |                          |
| Ferro Carril Oeste      | Ciudad de Buenos Aires                   | Estadio Héctor Etchart   |
| Alma Juniors            | Esperanza, Santa Fe                      |                          |
| Asociación Mitre        | San Miguel de Tucumán, Tucumán           |                          |
| Echagüe                 | Paraná, Entre Ríos                       | Estadio Luis Butta       |
| Hindú Club              | Resistencia, Chaco                       |                          |

## Finales por el ascenso
Ascenso 1
Alianza La Unión - Quimsa
| 29 de abril  | Alianza La Unión | 84–84   | Quimsa | Formosa                      |  |  |
|              |                  |         |        |                              |  |  |
|              |                  | Reporte |        | Pabellón: Estadio Centenario |  |  |
| Serie: 0 - 1 |                  |         |        |                              |  |  |
|              |                  |         |        |                              |  |  |

| 1 de mayo    | Alianza La Unión | 85–84   | Quimsa | Formosa                      |  |  |
|              |                  |         |        |                              |  |  |
|              |                  | Reporte |        | Pabellón: Estadio Centenario |  |  |
| Serie: 1 - 1 |                  |         |        |                              |  |  |
|              |                  |         |        |                              |  |  |

| 7 de mayo    | Quimsa | 109–108 | Alianza La Unión | Santiago del Estero      |  |  |
|              |        |         |                  |                          |  |  |
|              |        | Reporte |                  | Pabellón: Estadio Ciudad |  |  |
| Serie: 2 - 1 |        |         |                  |                          |  |  |
|              |        |         |                  |                          |  |  |

| 9 de mayo    | Quimsa | 88–98   | Alianza La Unión | Santiago del Estero      |  |  |
|              |        |         |                  |                          |  |  |
|              |        | Reporte |                  | Pabellón: Estadio Ciudad |  |  |
| Serie: 2 - 2 |        |         |                  |                          |  |  |
|              |        |         |                  |                          |  |  |

| 12 de mayo   | Alianza La Unión | 88–82   | Quimsa | Formosa                      |  |  |
|              |                  |         |        |                              |  |  |
|              |                  | Reporte |        | Pabellón: Estadio Centenario |  |  |
| Serie: 3 - 2 |                  |         |        |                              |  |  |
|              |                  |         |        |                              |  |  |

Ascenso 2
Ciclista Juninense - Sionista
| 8 de mayo    | Ciclista Juninense | 92–85   | Sionista | Saladillo                              |  |  |
|              |                    |         |          |                                        |  |  |
|              |                    | Reporte |          | Pabellón: Gimnasio Ciudad de Saladillo |  |  |
| Serie: 1 - 0 |                    |         |          |                                        |  |  |
|              |                    |         |          |                                        |  |  |

| 10 de mayo   | Ciclista Juninense | 84–88   | Sionista | Junín                              |  |  |
|              |                    |         |          |                                    |  |  |
|              |                    | Reporte |          | Pabellón: El Coliseo del Boulevard |  |  |
| Serie: 1 - 1 |                    |         |          |                                    |  |  |
|              |                    |         |          |                                    |  |  |

| 12 de mayo   | Sionista | 87–86   | Ciclista Juninense | Paraná                           |  |  |
|              |          |         |                    |                                  |  |  |
|              |          | Reporte |                    | Pabellón: Estadio Moisés Flesler |  |  |
| Serie: 2 - 1 |          |         |                    |                                  |  |  |
|              |          |         |                    |                                  |  |  |

| 14 de mayo   | Sionista | 68–71   | Ciclista Juninense | Paraná                           |  |  |
|              |          |         |                    |                                  |  |  |
|              |          | Reporte |                    | Pabellón: Estadio Moisés Flesler |  |  |
| Serie: 2 - 2 |          |         |                    |                                  |  |  |
|              |          |         |                    |                                  |  |  |

| 16 de mayo   | Ciclista Juninense | 76–70   | Sionista | Junín                              |  |  |
|              |                    |         |          |                                    |  |  |
|              |                    | Reporte |          | Pabellón: El Coliseo del Boulevard |  |  |
| Serie: 3 - 2 |                    |         |          |                                    |  |  |
|              |                    |         |          |                                    |  |  |

## Final por el campeonato
Alianza La Unión - Ciclista Juninense
| 19 de mayo   | Alianza La Unión | 66–51   | Ciclista Juninense | Formosa                      |  |  |
|              |                  |         |                    |                              |  |  |
|              |                  | Reporte |                    | Pabellón: Estadio Centenario |  |  |
| Serie: 1 - 0 |                  |         |                    |                              |  |  |
|              |                  |         |                    |                              |  |  |

| 21 de mayo   | Alianza La Unión | 106–83  | Ciclista Juninense | Formosa                      |  |  |
|              |                  |         |                    |                              |  |  |
|              |                  | Reporte |                    | Pabellón: Estadio Centenario |  |  |
| Serie: 2 - 0 |                  |         |                    |                              |  |  |
|              |                  |         |                    |                              |  |  |

| 23 de mayo   | Ciclista Juninense | 83–78   | Alianza La Unión | Junín                              |  |  |
|              |                    |         |                  |                                    |  |  |
|              |                    | Reporte |                  | Pabellón: El Coliseo del Boulevard |  |  |
| Serie: 1 - 2 |                    |         |                  |                                    |  |  |
|              |                    |         |                  |                                    |  |  |

| 26 de mayo   | Ciclista Juninense | 75–92   | Alianza La Unión | Junín                              |  |  |
|              |                    |         |                  |                                    |  |  |
|              |                    | Reporte |                  | Pabellón: El Coliseo del Boulevard |  |  |
| Serie: 1 - 3 |                    |         |                  |                                    |  |  |
|              |                    |         |                  |                                    |  |  |

Alianza La Unión

Campeón

Primer título

Primer ascenso

## Posiciones finales
| Equipo | Equipo                            |
| ------ | --------------------------------- |
| 1.°    | Alianza La Unión (Formosa)        |
| 2.°    | Ciclista Juninense                |
| 3.°    | Sionista                          |
| 4.°    | Quimsa                            |
| 5.°    | El Nacional (Bahía Blanca)        |
| 6.°    | Olimpia (Venado Tuerto)           |
| 7.°    | Regatas San Nicolás               |
| 8.°    | Estudiantes (Bahía Blanca)        |
| 9.°    | Tucumán BB                        |
| 10.°   | Náutico Hacoaj                    |
| 11.°   | Pedro Echagüe-Saladillo           |
| 12.°   | Ferro Carril Oeste (Buenos Aires) |
| 13.°   | Alma Juniors                      |
| 14.°   | Asociación Mitre (Tucumán)        |
| 15.°   | Echagüe                           |
| 16.°   | Hindú (Resistencia)               |

|  | Ascenso a la Liga Nacional. |
|  | Descenso a la Liga "B".     |